# Nakpadon
Nakpadon (hebr. נקפדון) – izraelski ciężki transporter opancerzony będący modyfikacją posiadanych przez Siły Obronne Izraela Szotów, a także Nagmaszotów. Został wprowadzony do służby na początku lat 90. XX wieku. Nakpadon był odpowiedzią krajowego przemysłu obronnego na zapotrzebowanie armii na silnie opancerzone transportery piechoty, w szczególności w południowym Libanie.

## Historia
Izraelska obecność na południu Libanu wiązała się z licznymi stratami wśród transporterów opancerzonych M113 Zelda. Dowództwo zgłosiło zapotrzebowanie na transportery o grubszym pancerzu, większej wytrzymałości na miny, improwizowane ładunki wybuchowe i granatniki przeciwpancerne. Ponadto wojsko dążyło do zmiany taktyki działania w terenie zurbanizowanym i chciało zacząć używać transporterów do forsowania murów, budynków lub barykad. Korpus Uzbrojenia Sił Obronnych Izraela wybrał do tego celu będące na stanie armii Szoty. Uznano, że czołgi te nie spełniają wymagań bliskowschodniego pola walki z przełomu lat 80. i 90. XX wieku, ale ich konstrukcja może stanowić bazę dla ciężkiego transportera piechoty. Modernizacji poddano także wykorzystywane już przez wojsko Nagmaszoty, które po niezbędnych zmianach nazywano także Nakpadonami.
Nakpadony weszły do czynnej służby na początku lat 90. XX wieku i wykorzystywane były przez Siły Obronne Izraela głównie na południu Libanu. Wykorzystywano je do operacji przeciwpartyzanckich, wspierania transportów i konwojów. Ponadto wozy te służyły także na obszarze Zachodniego Brzegu.
Wykorzystanie Nakpadonów na terenach okupowanych wywołało skandal w Wielkiej Brytanii, która wstrzymała na jakiś czas dostawy części dla brytyjskich pojazdów używanych przez armię izraelską lub będących ich modyfikacją.
Na początku lat dwutysięcznych w służbie znajdowało się ok. 400 Nakpadonów. Współcześnie liczba tych pojazdów używanych przez armię nie jest znana.

## Konstrukcja

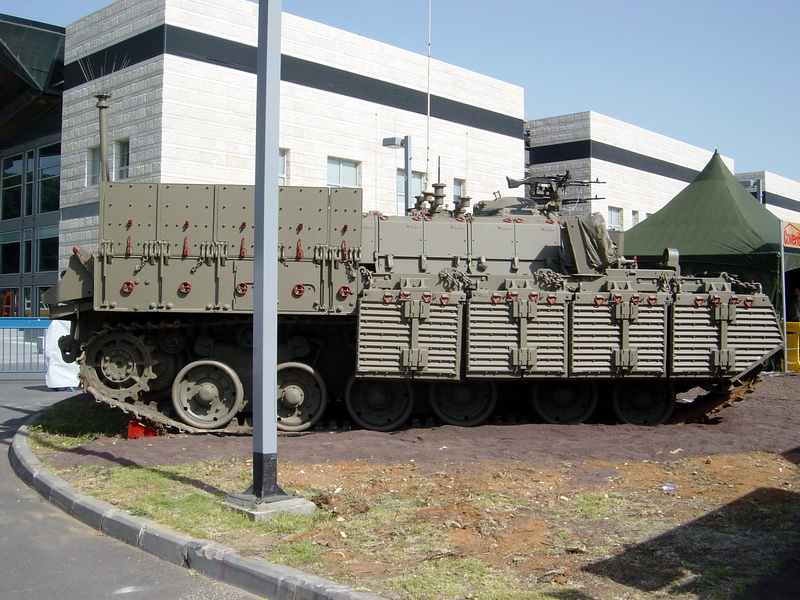
Bok Nakpadona z widocznym pancerzem dodatkowym kadłuba i ekranami przeciwkumulacyjnymi

Konstrukcja Nakpadona powstała poprzez usunięcie wieży czołgu. W tym miejscu zbudowano specjalny przedział dla dziesięciu żołnierzy desantu. Obsługa pojazdu składa się z dwóch osób.
Wymiary pojazdu wynoszą 8 metrów długości, 3,4 metra szerokości i 3 metry wysokości.
Opancerzenie Nakpadona jest połączeniem pancerza pasywnego i reaktywnego. Boki oraz przód transportera zostały dopancerzone specjalnymi modułami, które składają się z warstwy pancerza reaktywnego, gumy, stali i ceramiki. Chronią one przed przeciwpancernymi pociskami kierowanymi, granatnikami przeciwpancernymi oraz amunicją przeciwpancerną kalibru 20 mm. Elementy pancerza reaktywnego zostały wbudowane w ekrany przeciwkumulacyjne osłaniające gąsienice, które wzmocniono dodatkowo płytami ceramicznymi. Każdy moduł ekranu jest osobno montowany w celu ułatwienia jego ewentualnej wymiany. Tylne moduły pancerza mają dodatkowo warstwę kuloodporną. Dodatkowemu opancerzeniu poddano spód Nakpadona, aby zwiększyć jego wytrzymałość na eksplozję min i innych ładunków wybuchowych. Dodatkową ochronę stanowią dwie wyrzutnie granatów dymnych IMI CL-3030.
Transporter jest napędzany silnikiem Diesla AVDS 1790-6A o mocy 900 KM, podobny jak w Merkawie Mk 1. Dzięki temu Nakpadon może osiągnąć prędkość 50 km/h. Mimo takiej mocy silnika uznano, że zbyt ciężkie opancerzenie (łączna masa 55 ton) obniżyło mobilność pojazdu. Pojazd może pokonywać pionowe przeszkody o wysokości 0,9 metra, rowy o szerokości 3,35 metra oraz brody o głębokości 1,45 metra.
Nakpadony wyposażono w cztery karabiny maszynowe FN MAG kal. 7,62 mm. Niektóre egzemplarze mają ciężki karabin maszynowy kal. 12,7 mm. Ponadto transportery te mają przynajmniej jeden moździerz kal. 60 mm oraz automatyczny granatnik Mk 19 kal. 40 mm.
Nakpadony wyposażono również w system zagłuszania fal radiowych w calu przeciwdziałania detonacji improwizowanych ładunków wybuchowych.